# Štíhlotělka stříkavá
Štíhlotělka stříkavá (Copella arnoldi), známá též jako tetra stříkavá, je drobná sladkovodní paprskoploutvá ryba z čeledi štíhlotělkovití (Lebiasinidae). Pochází z tropické Jižní Ameriky, z povodí Amazonky a Orinoka. České jméno získaly štíhlotělky stříkavé podle tvaru těla a své neobvyklé péče o potomstvo – jikry kladou na spodní stranu listů nad hladinou, na které páry během tření společně vyskakují. Samec pak jikry pravidelně ostřikuje údery ocasem, aby nevyschly. Zejména pro své zajímavé chování jsou štíhlotělky stříkavé s oblibou chovány v akvárích.

## Rozdíly pohlaví
U štíhlotělek stříkavých je vyvinut výrazný sexuální dimorfismus. Samec má výrazně protáhlejší tělo, má vyvinutější ploutve a je výrazněji zbarven.

## Chov v akváriu
Jedná se o hejnovou rybu, proto by měla být chována v hejnu (minimálně 6–10 kusů). Nádrž musí být dobře přikryta krycím sklem protože štíhlotělky stříkavé výborně skáčou. V ideálním případě by se mělo jednat o vyšší nádrž s hladinou vody sníženou, aby akvarijní rostliny mohly vyrůstat z vody a poskytovat tak rybám přirozené prostředí pro tření, v nouzi se ale ryby vytřou i na spodní stranu krycího skla. Nádrž je rovněž možné zařídit jako paludárium. Voda by měla být teplá asi 25–29 °C, s hodnotou pH 6,0-7,5 a celkovou tvrdostí 5-12 °dGH. Bez problémů požírá běžné krmení pro akvarijní ryby vhodné velikosti, včetně mraženého a vločkového. Je vhodná do společnosti malých a klidných ryb, například drobných teter, cichlidek nebo pancéřníčků.